# Renate Junker
Renate Junker (Spremberg, 26 maart 1938) is een voormalig atleet uit Duitsland.
Op de Olympische Zomerspelen in 1960 nam Junker voor het Duits eenheidsteam deel aan het onderdeel verspringen. Ze eindigde met een sprong van 6,19 meter als vierde.
Bij de Duitse nationale kampioenschappen werd ze in 1961 derde op het onderdeel vijfkamp. In 1962 wordt ze nationaal kampioene op de 4×100 meter sprint. Bij het verspringen werd ze tweemaal derde op de Duitse nationale kampioenschappen, in 1957 en 1962.

## Persoonlijk record
| Onderdeel       | Resultaat | Jaar |
| --------------- | --------- | ---- |
| 80 meter horden | 11,0      | 1961 |
| verspringen     | 6,23      | 1960 |

## Privé
Junker huwde in 1961 met de Zuid-Afrikaanse hordeloper Gert Potgieter.